# Reinhold Poss
Reinhold Poss (ur. 11 września 1897, zm. 26 sierpnia 1933) – niemiecki as myśliwski okresu I wojny światowej i pilot sportowy.

## Życiorys
Podczas I wojny światowej służył w niemieckiej marynarce wojennej, uzyskując stopień podporucznika marynarki (Leutenant zur See). Wstąpił do niemieckiego lotnictwa morskiego i ukończył szkolenie pilota wojskowego.
Służył najpierw w jednostce myśliwskiej Seefrosta (Seefrontstaffel) I na wybrzeżu Morza Północnego. Po śmierci w katastrofie jej dowódcy i twórcy Hansa Rolshovena 6 maja 1918, Poss został dowódcą jednostki. Następnie 1 września 1918 został dowódcą nowo utworzonej w jej miejsce eskadry Marinefeldjasta IV, bazującej na lotnisku Jabbeke-Snellegem.
4 maja 1918 zestrzelił dwa pierwsze samoloty (Sopwith Seaplane), do 14 października 1918 zestrzelił łącznie 11 samolotów brytyjskich, w tym 6 myśliwców. Trzy ostatnie z nich, typu Sopwith Camel, zestrzelił 14 października 1918, na myśliwcu Fokker D.VII. 15 października 1918 dostał się do niewoli brytyjskiej, w której pozostał przez miesiąc, do końca wojny.
Po wojnie Poss był pilotem cywilnym i sportowym. Wraz z Hermannem Köhlem odbył pierwszy nocny lot między Warnemünde i Sztokholmem. Uczestniczył w trzech z czterech Międzynarodowych Zawodów Samolotów Turystycznych Challenge, będąc jednym z najlepszych startujących zawodników: w Challenge 1929 zajął 15. miejsce, w Challenge 1930 2. miejsce i w Challenge 1932 2. miejsce (za polskim pilotem Franciszkiem Żwirko).
Podczas zawodów lotniczych Deutschlandsflug 26 sierpnia 1933 zginął w katastrofie wraz z drugim pilotem Paulem Weirichem, kiedy ich samolot uderzył w wieżę kościoła w Neuruppin.